# 冢田大峯
冢田 大峯（つかだ たいほう、延享2年3月30日（1745年5月1日） - 天保3年3月21日（1832年4月21日））は、江戸時代後期の儒学者。折衷学派。尾張藩儒臣。諱は虎、通称は多門、字は叔貔（しゅくひ）。 兄の道有は医者・僧侶。弟の慈延は天台宗の僧侶・歌人。
江戸時代、「寛政の五鬼」と称された儒者である。「大峯」の号は善光寺裏の山城・大峯山の名をとっている。のち、姓の「塚」の字を「冢」と改めた。

## 生涯
信濃国水内郡長野村桜小路（現・長野県長野市桜枝町）に儒医兼漢学者である塚田旭嶺（室鳩巣門下）の四男として生まれた。
幼いころから読書を好み、父から経書と史書を学び、宝暦10年（1760年）、16歳で江戸に出る。はじめ芝の増上寺に3年いて一切経を3度読んだという。苦学して30歳になっても読書の灯油がなく、弟子の子余に借りたという逸話がある。国学は18、9歳ころ賀茂眞淵に学んだが、儒学には定まった師はいなかった。
23歳で父・旭嶺と死別、明和6年（1769年）には25歳で弟子を取る。諸家の注を折衷した独自の経典解釈で次第に名声を得た。著作『解慍』（1775年）などで、すぐれた学才が認められ、天明元年（1781年）、細井平洲を介して尾張藩主徳川宗睦の侍講に抜擢される。41歳の天明5年（1785年）、江戸で私塾「雄風館」を開いた。
1790年の寛政異学の禁に対しては、松平定信に三度上書して学問を朱子学に限ることの不当を論じ、古学の学問所を別に設置することを提言し、亀田鵬斎・山本北山らとともに寛政の五鬼と称された。また、『滑川談』の出版によって、定信の倹約令などを批判し、広く知られることとなった。
67歳の文化8年（1809年）、藩主宗睦に従って名古屋に赴任し、藩学「明倫堂」の督学（校長）に就任。学制の改革を進め、幕府が正学としていた朱子学注本を用いず、自注の講典による学風を広めた。藩主の命令で名古屋に定住するようになったのは、文政元年（1818年）、74歳のことである。
大峯は藩学で20余年督学として教授し、天保3年（1832年）3月21日、名古屋の自邸で卒中のため88歳で死去した。38歳の晩婚であったが、四男二女をのこした。
なお、尾張藩士・渡辺三郎兵衛美綱の三男が冢田愨四郎有志として大峯の養子となり、大峯の跡を継いだ。しかし、冢田有志は慶応4年（1868年）1月21日に尾張藩のお家騒動青松葉事件にて処刑されてしまった。
明治34年（1901年）、高瀬代次郎は『信濃毎日新聞』に大峯の伝記を連載し、これをまとめたのが大正8年（1919年）光風館から出版された『冢田大峯』である。
昭和28年（1953年）には、大峯没後120年祭が長野図書館で開催された。

## 主著
大峯の著書は50余種、200余冊ある。以下は主な著作を年代順に並べたものである。パブリックドメインでインターネット公開されているものについては、リンクを貼った。
- 『学庸字解』
- 『論語講録』
- 『解慍』,安永4 [1775]. 国立国会図書館デジタルコレクション
- 『孝経』
- 『大学註』
- 『中庸註』
- 『冢註孝経』（1778）信州デジタルコモンズ
- 『冢註孔叢子』（1778）信州デジタルコモンズ
- 『冢註論語』（1784）信州デジタルコモンズ
- 『冢註六記』（1787）信州デジタルコモンズ
- 『聖道合語』（1788）信州デジタルコモンズ
- 『孟子断』（1789）信州デジタルコモンズ
- 『皇極和談』
- 『孝経和字訓』
- 『滑川談』（1791）信州デジタルコモンズ
- 『聖道得門』（1792）信州デジタルコモンズ
- 『冢註家語』
- 『大峯詩集』
- 『学語』（1794）信州デジタルコモンズ
- 『聖道弁物』（1796）信州デジタルコモンズ
- 『老子道徳経』（1803）信州デジタルコモンズ
- 『昇平日新録』（1807）信州デジタルコモンズ
- 『李伯紀忠義編』（1810）信州デジタルコモンズ
- 『冢註周易』（1820）信州デジタルコモンズ
- 『昼錦行』（1821）信州デジタルコモンズ
- 『随意録』（1829）信州デジタルコモンズ
- 『入官第一義』（不明）信州デジタルコモンズ